# Варван
Варван (перс. وروان) — село в Ірані, у дегестані Фармагін, у Центральному бахші, шагрестані Фараган остану Марказі. За даними перепису 2006 року, його населення становило 121 особу, що проживали у складі 34 сімей.

## Клімат
Середня річна температура становить 12,24 °C, середня максимальна – 31,52 °C, а середня мінімальна – -11,37 °C. Середня річна кількість опадів – 263 мм.
| Клімат поселення                              | Клімат поселення | Клімат поселення | Клімат поселення | Клімат поселення | Клімат поселення | Клімат поселення | Клімат поселення | Клімат поселення | Клімат поселення | Клімат поселення | Клімат поселення | Клімат поселення | Клімат поселення |
| Показник                                      | Січ.             | Лют.             | Бер.             | Квіт.            | Трав.            | Черв.            | Лип.             | Серп.            | Вер.             | Жовт.            | Лист.            | Груд.            |                  |
| Середній максимум, °C                         | 7,35             | 9,93             | 15,08            | 20,75            | 24,80            | 31,40            | 31,52            | 30,50            | 26,26            | 20,88            | 14,26            | 8,01             |                  |
| Середня температура, °C                       | −2,02            | 0,58             | 5,72             | 11,39            | 15,44            | 22,04            | 25,23            | 24,21            | 19,97            | 14,58            | 7,96             | 1,72             |                  |
| Середній мінімум, °C                          | −11,37           | −8,78            | −3,64            | 2,04             | 6,06             | 12,68            | 18,94            | 17,92            | 13,68            | 8,30             | 1,68             | −4,57            |                  |
| Норма опадів, мм                              | 37               | 35               | 47               | 36               | 31               | 5                | 1                | 1                | 0                | 9                | 24               | 37               |                  |
| Середньомісячна швидкість вітру, м/с          | 1.56             | 2.00             | 2.76             | 3.12             | 2.64             | 2.50             | 2.50             | 2.39             | 2.24             | 2.20             | 1.90             | 1.28             |                  |
| Середньомісячна сонячна радіація, кДж/м²·день | 9048             | 12316            | 14756            | 18168            | 22238            | 26809            | 25951            | 23999            | 20834            | 15336            | 10876            | 8905             |                  |
| --------------------------------------------- | ---------------- | ---------------- | ---------------- | ---------------- | ---------------- | ---------------- | ---------------- | ---------------- | ---------------- | ---------------- | ---------------- | ---------------- | ---------------- |
| Джерело:                                      |                  |                  |                  |                  |                  |                  |                  |                  |                  |                  |                  |                  |                  |